# Tännesberg
Tännesberg – gmina targowa w Niemczech, w kraju związkowym Bawaria, w rejencji Górny Palatynat, w regionie Oberpfalz-Nord, w powiecie Neustadt an der Waldnaab, siedziba wspólnoty administracyjnej Tännesberg. Leży w Lesie Czeskim, około 24 km na południowy wschód od Neustadt an der Waldnaab, przy drodze B22.

## Dzielnice
W skład gminy wchodzą następujące dzielnice: Großenschwand, Kleinschwand, Tännesberg, Woppenrieth, Döllnitz, Etzgersrieth.

## Demografia
| Rok  | Liczba mieszk. |
| ---- | -------------- |
| 1970 | 1 695          |
| 1987 | 1 579          |
| 2000 | 1 672          |

## Współpraca
Miejscowość partnerska:
- Kirchlengern, Nadrenia Północna-Westfalia